# اصفهانک (اصفهان)
اصفهانک روستایی در دهستان کرارج بخش مرکزی شهرستان اصفهان استان اصفهان ایران است.
اصفهانک در فاصله ۱۲ کیلومتری از مرکزیت شهر اصفهان (چهار راه آبشار) به طرف جنوب شرقی استان در جاده منتهی به منطقه زیار و در محدوده دهستان کرارج واقع شده است.

## تاریخچه
اصفهانک از نگاه علامه دهخدا: ده (دخ) اصفهانک در سه فرسنگی اصفهان واقع بود. حمداﷲ مستوفی در فصل «در ذکر مسافات طرق» آرد: از اصفهان تا دیه اصفهانک سه فرسنگ؛ ازو تا دیه مهیار که سرحد ملک فارس است پنج فرسنگ… (از نزهةالقلوب چ لیدن مقالهٔ ۳ ص ۱۸۴). و در فرهنگ جغرافیایی ایران آمده است: دهی است از دهستان کرارج بخش حومه شهرستان اصفهان واقع در ۱۰۰۰۰ گزی جنوب خاوری اصفهان و ۶۰۰۰ گزی خاور شوسهٔ اصفهان به‌شیراز. جلگه، معتدل و سکنهٔ آن ۱۵۲ تن است که بفارسی سخن می‌گویند. آب آن از رودخانه و چاه تأمین می‌شود و محصول آن غلات، ذرت، پنبه و صیفی و شغل اهالی زراعت و راه آن ماشین رو است. نمونه مزرعه کشاورزی در این آبادی است. (از فرهنگ جغرافیایی ایران ج ۱۰).

## جمعیت
بر پایه سرشماری عمومی نفوس و مسکن در سال ۱۳۹۵ جمعیت این روستا ۴٬۴۱۴ نفر (۱٬۳۱۸خانوار) بوده است.